# Savigné-sur-Lathan
Savigné-sur-Lathan és un municipi francès, situat al departament de l'Indre i Loira i a la regió de Centre – Vall del Loira. L'any 2007 tenia 1.322 habitants.

## Demografia

### Població
El 2007 la població de fet de Savigné-sur-Lathan era de 1.322 persones. Hi havia 531 famílies, de les quals 138 eren unipersonals (46 homes vivint sols i 92 dones vivint soles), 159 parelles sense fills, 205 parelles amb fills i 29 famílies monoparentals amb fills.
La població ha evolucionat segons el següent gràfic:
Habitants censats

### Habitatges
El 2007 hi havia 579 habitatges, 530 eren l'habitatge principal de la família, 34 eren segones residències i 15 estaven desocupats. 532 eren cases i 40 eren apartaments. Dels 530 habitatges principals, 394 estaven ocupats pels seus propietaris, 125 estaven llogats i ocupats pels llogaters i 12 estaven cedits a títol gratuït; 3 tenien una cambra, 35 en tenien dues, 121 en tenien tres, 166 en tenien quatre i 206 en tenien cinc o més. 395 habitatges disposaven pel capbaix d'una plaça de pàrquing. A 227 habitatges hi havia un automòbil i a 223 n'hi havia dos o més.

### Piràmide de població
La piràmide de població per edats i sexe el 2009 era:
| Homes | Edats   | Dones |
| ----- | ------- | ----- |
| 0     | 95 o +  | 0     |
| 0     | 90 a 94 | 0     |
| 12    | 85 a 89 | 12    |
| 16    | 80 a 84 | 20    |
| 36    | 75 a 79 | 48    |
| 28    | 70 a 74 | 36    |
| 32    | 65 a 69 | 56    |
| 24    | 60 a 64 | 24    |
| 12    | 55 a 59 | 20    |
| 48    | 50 a 54 | 20    |
| 24    | 45 a 49 | 36    |
| 40    | 40 a 44 | 12    |
| 48    | 35 a 39 | 44    |
| 16    | 30 a 34 | 44    |
| 28    | 25 a 29 | 28    |
| 16    | 20 a 24 | 24    |
| 32    | 15 a 19 | 32    |
| 40    | 10 a 14 | 32    |
| 56    | 5 a 9   | 56    |
| 28    | 0 a 4   | 28    |

## Economia
El 2007 la població en edat de treballar era de 732 persones, 525 eren actives i 207 eren inactives. De les 525 persones actives 468 estaven ocupades (264 homes i 204 dones) i 57 estaven aturades (18 homes i 39 dones). De les 207 persones inactives 79 estaven jubilades, 69 estaven estudiant i 59 estaven classificades com a «altres inactius».

### Ingressos
El 2009 a Savigné-sur-Lathan hi havia 555 unitats fiscals que integraven 1.341,5 persones, la mediana anual d'ingressos fiscals per persona era de 14.823 €.

### Activitats econòmiques
Dels 50 establiments que hi havia el 2007, 1 era d'una empresa extractiva, 3 d'empreses alimentàries, 2 d'empreses de fabricació d'altres productes industrials, 8 d'empreses de construcció, 11 d'empreses de comerç i reparació d'automòbils, 5 d'empreses de transport, 3 d'empreses d'hostatgeria i restauració, 3 d'empreses financeres, 3 d'empreses immobiliàries, 3 d'empreses de serveis, 5 d'entitats de l'administració pública i 3 d'empreses classificades com a «altres activitats de serveis».
Dels 18 establiments de servei als particulars que hi havia el 2009, 1 era una gendarmeria, 1 oficina de correu, 1 una oficina bancària, 2 tallers de reparació d'automòbils i de material agrícola, 1 paleta, 1 guixaire pintor, 1 fusteria, 2 lampisteries, 2 electricistes, 2 perruqueries, 1 veterinari, 2 restaurants i 1 agència immobiliària.
Dels 6 establiments comercials que hi havia el 2009, 1 era un hipermercat, 2 fleques, 2 carnisseries i 1 una peixateria.
L'any 2000 a Savigné-sur-Lathan hi havia 22 explotacions agrícoles que ocupaven un total de 900 hectàrees.

## Equipaments sanitaris i escolars
L'únic equipament sanitari que hi havia el 2009 era una farmàcia.
El 2009 hi havia una escola elemental. Savigné-sur-Lathan disposava d'un col·legi d'educació secundària amb 367 alumnes.

## Poblacions més properes
El següent diagrama mostra les poblacions més properes.